# Heartland Park Topeka
O Heartland Park Topeka é um autódromo localizado em Topeka, no estado do Kansas nos Estados Unidos, foi inaugurado em 1989, possui ~uma pista de até 4 km de extensão com 4 possíveis configurações. Atualmente recebe provas da NHRA, já recebeu corridas da NASCAR Truck Series, da IMSA e da ARCA Racing Series.